# Grafschaft Clermont-en-Beauvaisis

Wappen der Grafen von Clermont-en-Beauvaisis

Die Grafschaft Clermont-en-Beauvaisis war eine nordfranzösische Grafschaft im Raum Beauvais. Hauptort war Clermont-en-Beauvaisis. 
Die Grafen von Clermont-en-Beauvaisis sollten nicht mit den Grafen von Clermont in der Auvergne verwechselt werden (hier ist das spätere Clermont-Ferrand gemeint), ein Titel, den die Dauphins von Auvergne zeitweise trugen. Sie sind auch nicht verwandt mit dem Adelsgeschlecht Clermont-Tonnerre aus der Dauphiné.

## Geschichte

Provinzen Frankreichs (1477). Die Grafschaft Clermont im Norden (grün, südlich der Picardie).

Nachdem zu Beginn des 11. Jahrhunderts die Grafschaft Beauvais an die Grafen von Blois gelangt war, trat Graf Odo II. von Blois im Jahr 1015 dem Bischof von Beauvais den Titel und die Stadt Beauvais ab und bildete kurze Zeit später (1023) aus dem Rest die Grafschaft Clermont-en-Beauvaisis für seinen Schwiegersohn Balduin (Baudouin), den Ehemann der Adelheid von Champagne. Im Jahr 1191 ging diese Grafschaft durch Erbschaft erneut an die Grafen von Blois, die sie 1218 an den König weiterverkauften. Diese Linie führte aber weiterhin den Namen de Clermont.
Ab dann diente die Grafschaft Clermont als Paragium innerhalb der königlichen Familie, bis sie 1524 zusammen mit den übrigen Gütern des Connétable Charles de Bourbon-Montpensier beschlagnahmt wurde.
Aus der Familie der Grafen von Clermont-en-Beauvaisis stammen im 13. und 14. Jahrhundert zwei Connétables (Rudolf I. (Raoul I.) und Dreux IV. de Mello, dem Enkel einer Tante Rudolfs) sowie drei Marschälle von Frankreich.

## Erste erbliche Grafen
- 1023–1023: Balduin I. (Baudouin I.) († 1023)
- 1023–1042: Balduin II. († 1042), dessen Sohn

## Haus Clermont
- 1042–1088: Rainald I. (Renaud I.) von Creil, Seigneur de Clermont († 1088); ⚭ Ermengarde von Clermont, Tochter Balduins II.
- 1088–1101: Hugo I. (Hugues I.), Seigneur de Clermont (* 1035 † 1101), dessen Sohn; ⚭ Margarete von Roucy, Tochter von Hilduin IV. von Montdidier, Graf von Roucy, und Alix von Roucy
- 1101–1161: Rainald II., (erster) Graf von Clermont (* 1070 † 1162), dessen Sohn; ⚭ I um 1105 Adelheid von Vermandois, Tochter von Heribert IV. von Vermandois, Witwe von Hugo von Vermandois (* 1057 † 1101); ⚭ II um 1140 Klementia von Bar, Tochter von Rainald I., Graf von Bar, und Gisela von Vaudémont
- 1162–1191: Rudolf I. (Raoul I.) († 1191), Connétable von Frankreich, Sohn von Rainald II. und Klementia von Bar; ⚭ Adelheid von Breteuil, Tochter des Walram III. (Valéran III.), Graf von Bréteuil und Alix von Dreux
- 1192–1212/13: Katharina (Catherine), deren Tochter; ⚭ Ludwig (Louis), Graf von Blois

## Haus Blois
- 1191–1205: Ludwig von Champagne, Graf von Blois, Chartres und Clermont; ⚭ 1184 Katharina (Catherine) von Clermont, Tochter Rudolfs I.
- 1205–1218: Theobald VI. (Thibaut VI.), († 22. April 1218), dessen Sohn; ⚭ I Mahaut von Alençon; ⚭ II Klementia von Les Roches

1218 verkauft er die Grafschaft Clermont an Philipp II. August, König von Frankreich

## ParagierteGrafen
Philipp August gab die Grafschaft im gleichen Jahr bereits weiter:
- 1218–1234: Philipp Hurepel (* 1200 † 1234), Sohn von Philipp August und Agnes von Meranien; ⚭ Mathilde von Dammartin (* 1202 † 1262), Gräfin von Boulogne und Dammartin, Tochter von Rainald von Dammartin und Ida von Lothringen
- 1234–1252: Johanna (Jeanne) (* 1219 † 1252), dessen Tochter; ⚭ Gaucher de Châtillon († 1250), Graf von Nevers

Nach Johannas Tod fiel Clermont an die Krone zurück; König Ludwig IX. gab es 1268 an seinen Sohn:
- 1268–1317: Robert (* 1256 † 1317); ⚭ Beatrix von Burgund (* 1257, † 1310), Herrin von Bourbon
- 1317–1327: Ludwig I. (* 1279 † 1341), Herzog von Bourbon, Graf von La Marche.

1327 tauschte Ludwig von Bourbon Clermont mit König Karl IV. gegen La Marche. Es scheint jedoch, dass seine Nachfolger das Lehen bis 1527 in Besitz hatten, da es als Paragium für den ältesten Sohn des jeweiligen Herzogs von Bourbon diente.

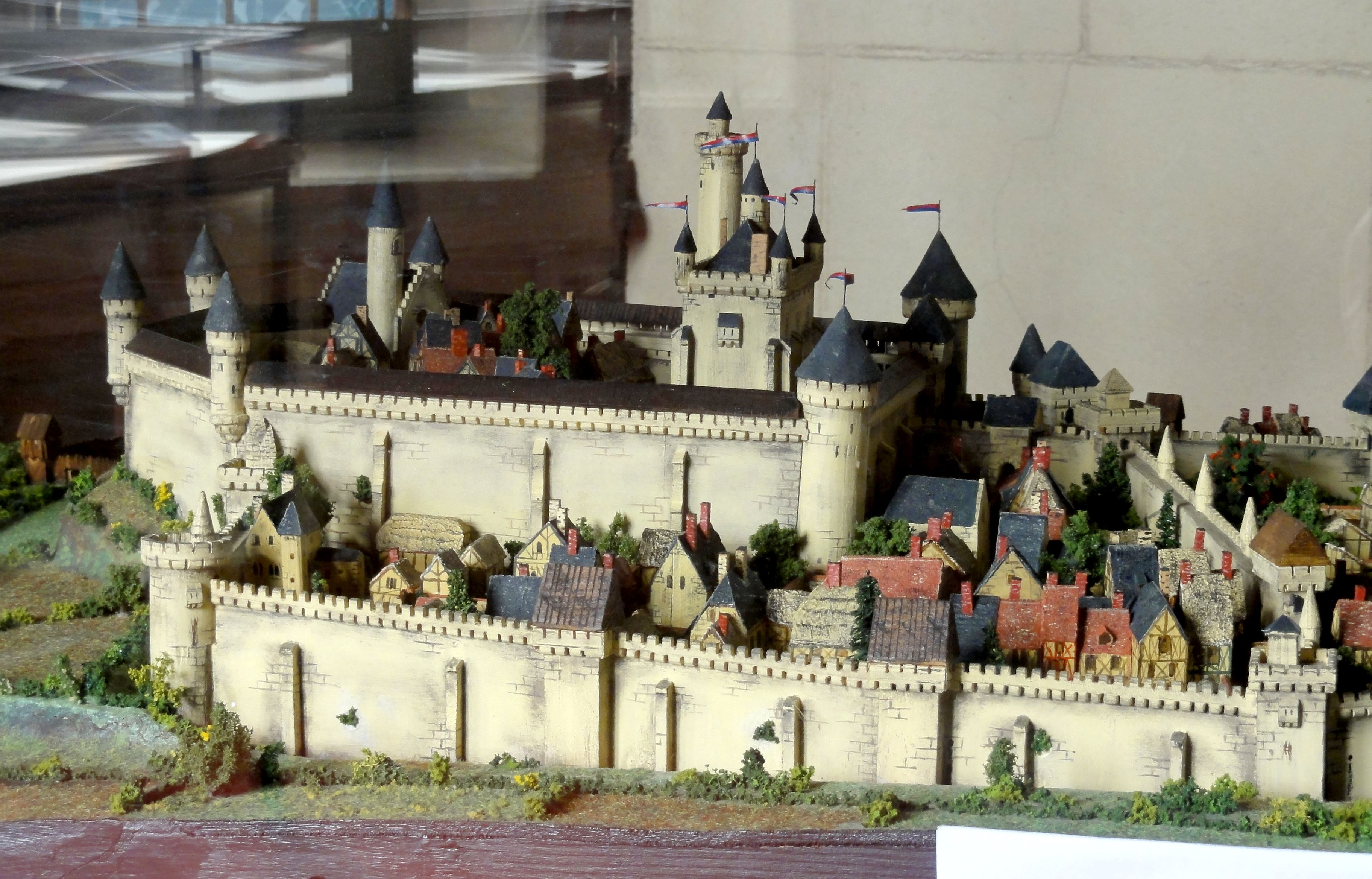
Modell der Burg Clermont Ende des 14. Jh.
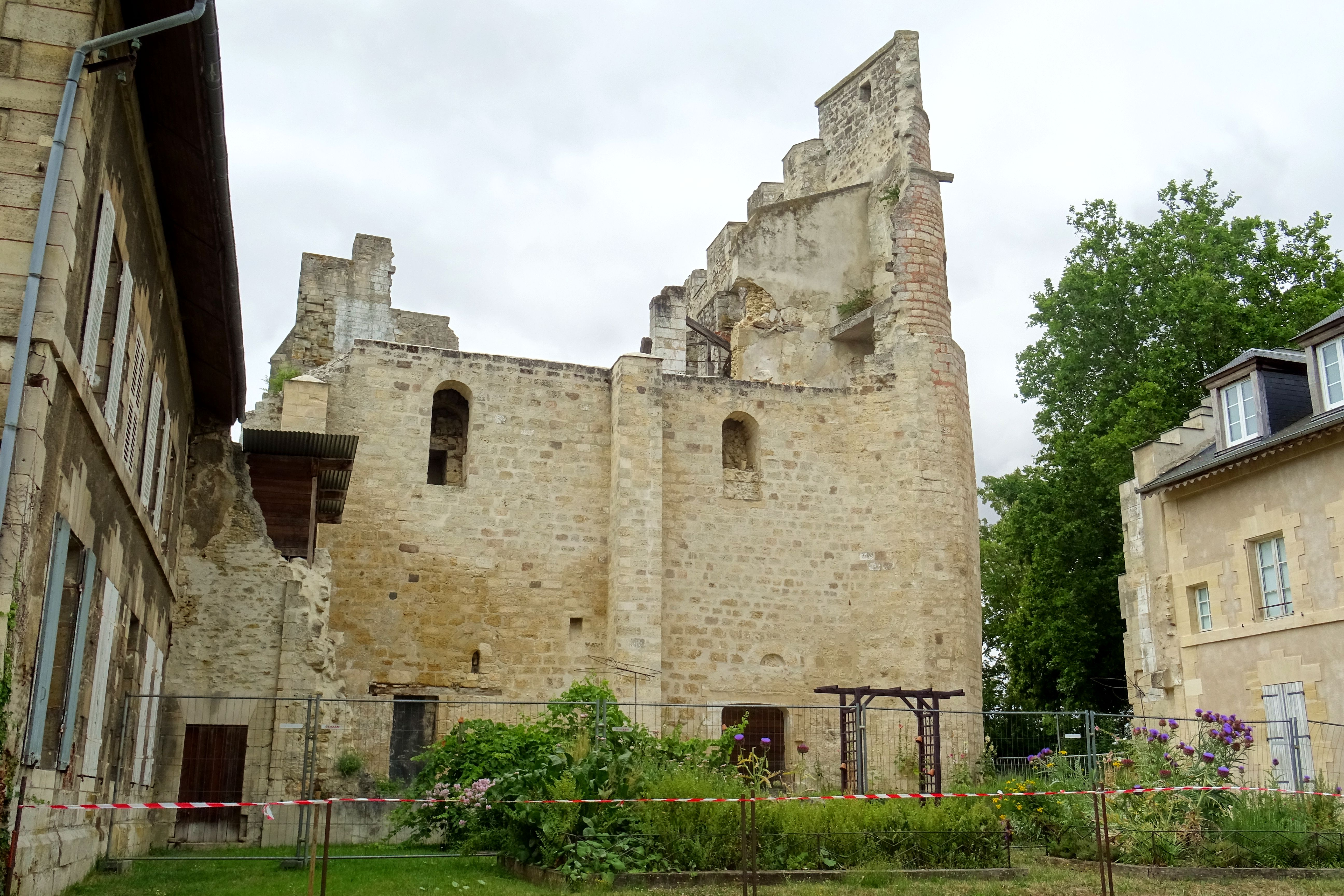
Überrest des Donjon der Burg Clermont